# Wolfgang Happle
Wolfgang Happle (* 16. Oktober 1940 in Meinerzhagen) ist ein ehemaliger deutscher Skispringer.

## Werdegang
Happle startete von 1958 bis 1968 bei der Vierschanzentournee. Blieb bei der Vierschanzentournee 1958/59 ein 19. Platz auf seiner Heimatschanze in Oberstdorf das beste Ergebnis, konnte er im Folgejahr zur Tournee 1959/60 auf der Paul-Außerleitner-Schanze in Bischofshofen erstmals unter die besten Zehn springen. Am Ende belegte er in der Gesamtwertung den 10. Platz. Bei der Tournee im Folgejahr stand er nach eher mittelmäßigen Ergebnissen in Oberstdorf und Garmisch-Partenkirchen und nach einem sechsten Platz in Innsbruck und einem fünften Platz in Bischofshofen erneut auf diesem Platz in der Gesamtwertung. Bei den Deutschen Meisterschaften 1961 gewann er hinter Georg Thoma gemeinsam mit Helmut Reichertz und Edi Heilingbrunner Silber. Bei der Skiflugwoche 1961 in Oberstdorf konnte er einen atemberaubenden Flug auf 145 Meter nicht stehen und belegte dennoch in der Gesamtwertung den 3. Platz. Während der Vierschanzentournee 1961/62 gelangen ihm in Garmisch-Partenkirchen und Bischofshofen mit je dem dritten Platz auch seine einzigen Podestplatzierungen seiner Karriere. Nach der Saison stand Happle auf dem fünften Platz der Skisprung-Weltrangliste.
Bei den Nordischen Skiweltmeisterschaften 1962 in Zakopane belegte er auf der Großschanze den elften Rang. Vier Jahre später konnte er noch einmal bei den Nordischen Skiweltmeisterschaften 1966 in Oslo starten. Auf der Normalschanze belegte er lediglich den 26. Platz, auf der Großschanze sprang er auf Platz acht.
Bis zu seinem Karriereende 1968 startete Happle noch in der Vierschanzentournee, konnte aber an die Erfolge zwischen 1959 und 1962 nicht mehr anknüpfen.
Von 1988 bis 2012 war er Vorsitzender des Subkomitees Sprungschanzen und Mitglied im Sprungkomitee des Internationalen Skiverbandes. Beim FIS-Kongress 2012 in Südkorea gab er seinen Rücktritt aus Altersgründen bekannt. Er ist der Erfinder des nach ihm benannten Happle-Balkens, auf dem der Springer vor dem Sprung sitzt, statt wie zuvor in die Schanze einzulaufen. Dessen Technik ließ er vor allem in die Planung von neuen Schanzen oder auch deren Umbauten einfließen.

## Erfolge

### Schanzenrekorde
| Ort           | Land       | Weite              | aufgestellt am | Rekord bis     |
| ------------- | ---------- | ------------------ | -------------- | -------------- |
| Bischofshofen | Österreich | 95,0 m (HS: 140 m) | 6. Januar 1960 | 6. Januar 1961 |
| Bischofshofen | Österreich | 99,0 m (HS: 140 m) | 6. Januar 1961 | 6. Januar 1964 |

## Weitere Erfolge
- Rang 2 auf der 70-m-Schanze beim Internationalen „Fred-Harris“-Springen in Brattleboro (mit Schanzenrekord von 73,46 m im 2. Durchgang) am 21. Februar 1965[5]